# Léo Dubois
Pour les articles homonymes, voir Dubois.
Léo Dubois, né le 14 septembre 1994 à Segré (Maine-et-Loire), est un footballeur international français qui joue au poste d'arrière droit.

## Biographie

### Jeunesse et formation
Léo Dubois naît à Segré (Maine-et-Loire) le 14 septembre 1994, d’un père libanais recueilli par une famille française à l’âge de 6 mois, et d’une mère française. Il débute à l'âge de six ans dans le club de sa commune, le Sporting Club de Sainte-Gemmes-d'Andigné, avant de rejoindre au bout de trois saisons l'équipe voisine de l'ES Segré qui joue à un niveau supérieur. Là, il reste cinq ans, le temps de se faire repérer par les recruteurs nantais qui sillonnent la région à la recherche de talents. Il rejoint les rangs du FC Nantes en 2008 et gagne successivement sa place dans les équipes U14 à U18 du club, jusqu'à ses premières apparitions avec l'équipe réserve en 2011-2012. Il remporte par ailleurs le Tournoi de Montaigu avec les U17 en 2011 et atteint les demi-finales de la Coupe Gambardella avec les U19 en 2011-2012.

### Carrière professionnelle

#### FC Nantes (2014-2018)
Léo Dubois fait ses débuts en Ligue 1 pendant la saison 2014-2015, le 9 mai 2015, contre les Girondins de Bordeaux, en remplaçant son coéquipier Kian Hansen après 83 minutes de jeu. Ce jour-là, les Nantais perdent 1-2 au stade Chaban-Delmas. Le 1er juillet 2015, le club ligérien annonce que Dubois prolonge d’une année son contrat qui le liait auparavant jusqu’en 2017.
Le 24 septembre 2017 à Strasbourg, pour le compte de la septième journée de Ligue 1, Léo Dubois inscrit son premier but en professionnel, offrant ainsi la victoire à son équipe par 2-1. Une réalisation qui survient à la 24e minute de jeu en propulsant une frappe de 35 mètres qui vient se loger dans la lucarne du gardien strasbourgeois, Bingourou Kamara. Il déclare à l'issue du match : « Ça fait quelque temps que j’essaie de marquer, je frappe, je tente ma chance et ça rentre ».
Le mercredi 31 janvier 2018, il annonce son départ pour l'Olympique lyonnais à l'issue de la saison, son nouveau contrat le liant à l'Olympique lyonnais jusqu'en 2022. Il portera le numéro 14, laissé libre depuis le départ de Sergi Darder en août 2017.

#### Olympique lyonnais (2018-2022)
Léo Dubois connaît sa première titularisation en Ligue 1 avec les Lyonnais lors de la première journée de la saison 2018-2019 face à Amiens Sporting Club, avec une victoire 2-0.
Pas toujours titulaire en raison de la forte concurrence au poste d'arrière droit avec le Brésilien Rafael et le Néerlandais Kenny Tete, il réalise tout de même des prestations et des entrées en cours de match remarquées, ce qui lui permet d'inscrire son premier but avec l'OL, le 2 octobre 2018, en Ligue des champions de l'UEFA face au Chakhtar Donetsk. Il permet à son équipe d'égaliser à 2-2, deux minutes après avec le but inscrit par Moussa Dembélé à la 70e.

#### Galatasaray SK (2022-2024)
Le 21 juillet 2022, il est transféré à Galatasaray SK. Dès le début de la saison, le joueur est victime d’une perturbation musculaire au mollet lors de la présaison et subit à son retour, la concurrence de Sacha Boey. Il retrouve progressivement un statut de titulaireet obtient le titre de champion dès sa première saison au sein du club.
Il est prêté à l'Istanbul BB pour la saison 2023-2024, avant que son contrat à Galatasaray soit résilié à la fin du mercato 2024.

### Sélection nationale
Il est appelé deux fois en équipe de France Espoirs. Il honore sa première sélection le 6 octobre 2016 contre la Géorgie, victoire 5 buts à 1, en remplaçant en fin de match Benjamin Pavard. Chez les Espoirs, il côtoie plusieurs autres futurs champions du monde 2018 comme Lucas Hernandez ou l'ancien Lyonnais Corentin Tolisso.
Le 21 mai 2019, Léo Dubois est retenu dans la liste des appelés en équipe de France A par le sélectionneur Didier Deschamps en vue du match amical, France - Bolivie et des deux matchs de qualification à l'Euro, France - Turquie et France - Andorre. Il honore sa première sélection en remplaçant Benjamin Pavard à la pause lors de France - Bolivie (2-0), au Stade de la Beaujoire à Nantes où il a commencé sa carrière professionnelle.
Il est titulaire lors de la double confrontation face à l'Andorre. Le 17 novembre 2019, il honore sa troisième titularisation face à l'Albanie par une passe décisive pour Antoine Griezmann.
Il fait partie des 26 joueurs sélectionnés pour participer à l'Euro 2020, mais ne joue aucune minute de la compétition. La France est éliminée par la Suisse en 8ème de finale (3-3, 4-5 aux tirs au but).
Entrant en jeu lors de la demi-finale contre la Belgique puis lors de la finale de la Ligue des Nations contre l'Espagne, il gagne en 2021 son premier titre international avec la France.

### Vie privée et famille
Son père Jean-Pierre, originaire du Liban, a été adopté par un couple de Français à l'âge de treize mois. Léo a deux frères, Quentin réalisateur de films d'animation 3D et Hugo, comédien,.

## Statistiques
| Saison                | Club                       | Championnat           | Championnat | Championnat | Championnat | Coupe nationale | Coupe nationale | Coupe nationale | Coupe de la Ligue | Coupe de la Ligue | Coupe de la Ligue | Compétition(s) continentale(s) | Compétition(s) continentale(s) | Compétition(s) continentale(s) | Compétition(s) continentale(s) | France | France | France | Total | Total | Total |
| Saison                | Club                       | Division              | M.          | B.          | P.d.        | M.              | B.              | P.d.            | M.                | B.                | P.d.              | Comp.                          | M.                             | B.                             | P.d.                           | M.     | B.     | P.d.   | M.    | B.    | P.d.  |
| 2014-2015             | FC Nantes                  | Ligue 1               | 2           | 0           | 0           | -               | -               | -               | -                 | -                 | -                 | -                              | -                              | -                              | -                              | -      | -      | -      | 2     | 0     | 0     |
| 2015-2016             | FC Nantes                  | Ligue 1               | 24          | 0           | 0           | 3               | 0               | 0               | 1                 | 0                 | 0                 | -                              | -                              | -                              | -                              | -      | -      | -      | 28    | 0     | 0     |
| 2016-2017             | FC Nantes                  | Ligue 1               | 36          | 0           | 7           | 2               | 0               | 0               | 3                 | 0                 | 0                 | -                              | -                              | -                              | -                              | -      | -      | -      | 41    | 0     | 7     |
| 2017-2018             | FC Nantes                  | Ligue 1               | 34          | 3           | 4           | 1               | 1               | 0               | -                 | -                 | -                 | -                              | -                              | -                              | -                              | -      | -      | -      | 35    | 4     | 4     |
| Sous-total            | Sous-total                 | Sous-total            | 96          | 3           | 11          | 6               | 1               | 0               | 4                 | 0                 | 0                 | -                              | -                              | -                              | -                              | -      | -      | -      | 106   | 4     | 11    |
| 2018-2019             | Olympique lyonnais         | Ligue 1               | 25          | 1           | 6           | 3               | 1               | 0               | 1                 | 0                 | 0                 | C1                             | 5                              | 1                              | 0                              | 2      | 0      | 0      | 36    | 3     | 6     |
| 2019-2020             | Olympique lyonnais         | Ligue 1               | 16          | 0           | 0           | 1               | 0               | 0               | 1                 | 0                 | 0                 | C1                             | 9                              | 0                              | 2                              | 2      | 0      | 1      | 29    | 0     | 3     |
| 2020-2021             | Olympique lyonnais         | Ligue 1               | 37          | 2           | 4           | 3               | 0               | 0               | -                 | -                 | -                 | -                              | -                              | -                              | -                              | 3      | 0      | 0      | 43    | 2     | 4     |
| 2021-2022             | Olympique lyonnais         | Ligue 1               | 23          | 0           | 0           | 0               | 0               | 0               | -                 | -                 | -                 | C3                             | 5                              | 0                              | 1                              | 6      | 0      | 1      | 34    | 0     | 2     |
| Sous-total            | Sous-total                 | Sous-total            | 101         | 3           | 10          | 7               | 1               | 0               | 2                 | 0                 | 0                 | -                              | 19                             | 1                              | 3                              | 13     | 0      | 2      | 142   | 5     | 15    |
| 2022-2023             | Galatasaray SK             | Süper Lig             | 21          | 1           | 1           | 4               | 0               | 2               | -                 | -                 | -                 | -                              | -                              | -                              | -                              | -      | -      | -      | 25    | 1     | 3     |
| 2023-2024             | Galatasaray SK             | Süper Lig             | 1           | 0           | 0           | 0               | 0               | 0               | -                 | -                 | -                 | C1                             | 2                              | 0                              | 0                              | -      | -      | -      | 3     | 0     | 0     |
| 2024-2025             | Galatasaray SK             | Süper Lig             | 2           | 0           | 0           | 0               | 0               | 0               | -                 | -                 | -                 | C1                             | 1                              | 0                              | 0                              | -      | -      | -      | 3     | 0     | 0     |
| Sous-total            | Sous-total                 | Sous-total            | 24          | 1           | 1           | 4               | 0               | 2               | 0                 | 0                 | 0                 | -                              | 3                              | 0                              | 0                              | 0      | 0      | 0      | 31    | 1     | 3     |
| 2023-2024             | İstanbul Başakşehir (prêt) | Süper Lig             | 30          | 1           | 6           | 1               | 0               | 0               | -                 | -                 | -                 | -                              | -                              | -                              | -                              | -      | -      | -      | 31    | 1     | 6     |
| Sous-total            | Sous-total                 | Sous-total            | 30          | 1           | 6           | 1               | 0               | 0               | 0                 | 0                 | 0                 | -                              | 0                              | 0                              | 0                              | 0      | 0      | 0      | 31    | 1     | 6     |
| Total sur la carrière | Total sur la carrière      | Total sur la carrière | 251         | 8           | 28          | 18              | 2               | 2               | 6                 | 0                 | 0                 | -                              | 22                             | 1                              | 3                              | 13     | 0      | 2      | 310   | 11    | 35    |

### En sélection nationale
| Saison                | Sélection             | Phases finales        | Phases finales | Phases finales | Phases finales | Éliminatoires | Éliminatoires | Éliminatoires | Matchs amicaux | Matchs amicaux | Matchs amicaux | Total | Total | Total |
| Saison                | Sélection             | Compétition           | M              | B              | Pd             | M             | B             | Pd            | M              | B              | Pd             | M     | B     | Pd    |
| --------------------- | --------------------- | --------------------- | -------------- | -------------- | -------------- | ------------- | ------------- | ------------- | -------------- | -------------- | -------------- | ----- | ----- | ----- |
| 2021-2022             | France                |                       | 2              | 0              | 0              | 3             | 0             | 0             | -              | -              | -              | 5     | 0     | 0     |
| Total sur la carrière | Total sur la carrière | Total sur la carrière | 2              | 0              | 0              | 3             | 0             | 0             | 0              | 0              | 0              | 5     | 0     | 0     |

#### Listes des matchs internationaux
| Matchs internationaux de Léo Dubois | Matchs internationaux de Léo Dubois | Matchs internationaux de Léo Dubois               | Matchs internationaux de Léo Dubois | Matchs internationaux de Léo Dubois | Matchs internationaux de Léo Dubois            | Matchs internationaux de Léo Dubois                                |
|                                     | Date                                | Lieu                                              | Adversaire                          | Résultat                            | Compétition                                    | Notes                                                              |
| ----------------------------------- | ----------------------------------- | ------------------------------------------------- | ----------------------------------- | ----------------------------------- | ---------------------------------------------- | ------------------------------------------------------------------ |
| 1.                                  | 2 juin 2019                         | Stade de la Beaujoire, Nantes, France             | Bolivie                             | 2 - 0                               | Match amical                                   | Entre en jeu à la place de Benjamin Pavard à la 46e minute de jeu. |
| 2.                                  | 11 juin 2019                        | Estadi Nacional, Andorre-la-Vieille, Andorre      | Andorre                             | 0 - 4                               | Éliminatoires Euro 2020                        | Titulaire.                                                         |
| 3.                                  | 10 septembre 2019                   | Stade de France, Saint-Denis, France              | Andorre                             | 3 - 0                               | Éliminatoires Euro 2020                        | Titulaire.                                                         |
| 4.                                  | 17 novembre 2019                    | Arena Kombëtare, Tirana, Albanie                  | Albanie                             | 0 - 2                               | Éliminatoires Euro 2020                        | Titulaire et remplacé par Benjamin Pavard à la 88e minute de jeu.  |
| 5.                                  | 5 septembre 2020                    | Friends Arena, Solna, Suède                       | Suède                               | 2 - 0                               | Ligue des nations 2020-2021                    | Titulaire et remplacé par Ferland Mendy à la 88e minute de jeu.    |
| 6.                                  | 11 novembre 2020                    | Stade de France, Saint-Denis, France              | Finlande                            | 2 - 0                               | Match amical                                   | Titulaire et remplacé par Ruben Aguilar à la 71e minute de jeu.    |
| 7.                                  | 28 mars 2021                        | Astana Arena, Noursoultan, Kazakhstan             | Kazakhstan                          | 0 - 2                               | Éliminatoires de la Coupe du monde 2022        | Titulaire.                                                         |
| 8.                                  | 31 mars 2021                        | Stade Grbavica, Sarajevo, Bosnie-Herzégovine      | Bosnie-Herzégovine                  | 0 - 1                               | Éliminatoires de la Coupe du monde 2022        | Entre en jeu à la place de Jordan Veretout à la 54e minute de jeu. |
| 9.                                  | 4 septembre 2021                    | Stade olympique de Kiev, Kiev, Ukraine            | Ukraine                             | 1 - 1                               | Éliminatoires de la Coupe du monde 2022        | Titulaire.                                                         |
| 10.                                 | 7 septembre 2021                    | Parc Olympique lyonnais, Décines-Charpieu, France | Finlande                            | 2 - 0                               | Éliminatoires de la Coupe du monde 2022        | Titulaire et remplacé par Nordi Mukiele à la 67e minute de jeu.    |
| 11.                                 | 7 octobre 2021                      | Juventus Stadium, Turin, Italie                   | Belgique                            | 2 - 3                               | Phase finale de la Ligue des nations 2020-2021 | Entre en jeu à la place de Benjamin Pavard à la 90e minute de jeu. |
| 12.                                 | 10 octobre 2021                     | Stade San Siro, Milan, Italie                     | Espagne                             | 1 - 2                               | Phase finale de la Ligue des nations 2020-2021 | Entre en jeu à la place de Benjamin Pavard à la 79e minute de jeu. |
| 13.                                 | 16 novembre 2021                    | Stade olympique d'Helsinki, Helsinki, Finlande    | Finlande                            | 2 - 0                               | Éliminatoires de la Coupe du monde 2022        | Titulaire et remplacé par Benjamin Pavard à la 46e minute de jeu.  |

## Palmarès
Olympique lyonnais
- Coupe de la Ligue
  - Finaliste en 2020
- Emirates Cup
  - Vainqueur en 2019

 Équipe de France
- Ligue des nations
  - Vainqueur en 2021

 Galatasaray SK
- Championnat de Turquie
  - Vainqueur en 2023 et 2024